# اچ‌ام‌اس کی۱۰
اچ‌ام‌اس کی۱۰ (به انگلیسی: HMS K10) یک زیردریایی بود که طول آن ۳۳۹ فوت (۱۰۳ متر) بود. این زیردریایی در سال ۱۹۱۷ ساخته شد.